# Alexander Sergejewitsch Xenofontow
Alexander Sergejewitsch Xenofontow (russisch Александр Сергеевич Ксенофонтов, * 29. August 1894 in St. Petersburg, Russisches Kaiserreich; † 23. August 1966 in Moskau, Sowjetunion) war ein sowjetischer Generalleutnant (14. November 1943) und Held der Sowjetunion (19. April 1945).

## Leben
Xenofontow wurde 1894 in St. Petersburg in der Familie eines Arbeiters geboren. Nach dem Abschluss einer zweijährigen Schule arbeitete er 1909 als Polsterer und Tuchmacher in einer Möbelfabrik.

### Frühe Militärkarriere
1913 trat er in die russische Armee ein und absolvierte die Regimentsschule für junge Offiziere. Im Ersten Weltkrieg kämpfte er von Februar 1915 bis Oktober 1917 als Zugführer und nahm an der Brussilow-Offensive in Galizien teil. Im Mai 1919 trat er in die Rote Armee ein und nahm an der Unterdrückung der Konterrevolution in Bachmatsch und Konotop teil. Er absolvierte einen Monat später den 32. Simbirsker Infanteriekurs und wurde dann zum Kommandeur einer Schützenkompanie des 1. Simbirsker Schützenregiments ernannt. Er führte Kämpfe gegen die Truppen des Admiral Koltschak und kämpfte im Verband des Sonder-Simbirsker-Schützenregiments bei Tobolsk, Omsk, Krasnojarsk und Irkutsk. Von Juli 1921 bis August 1923 studierte er an der Kasaner Militärhochschule.
Von 1923 bis 1929 diente er als stellvertretender Kommandeur und danach als Kompaniechef, Bataillonskommandeur in der 7. Schützendivision von Kasan und Krasnodar. Als Kommandeur der 508. Spezialabteilung nahm er von August bis Oktober 1925 an der Niederschlagung der Aufstände in Tschetschenien und Dagestan teil. Dabei fungierte er auch als stellvertretender Kommandeur des 39. und 37. Schützenregiments der 13. Schützendivision.
Im Jahr 1929 absolvierte er den Schieß- und Taktik-Fortbildungskurs „Wystrel“, ein höherer Infanterie-Lehrgang des Komintern. Nach Abschluss des Kurses diente er bis 1931 als stellvertretender Kommandeur des 221. Infanterieregiments der 74. Schützendivision und ab April 1931 befehligte er das 82. Gebirgs-Schützenregiment der 28. Schützendivision im Nordkaukasischen Militärbezirk. Ab Februar 1934 war er Kommandeur des 61. Schützenregiments der 21. Schützendivision, ab Dezember 1936 Stabschef der  66. Schützendivision. Nach der Ernennung zum Oberst am 17. Februar 1936 wurde er ab Juli 1937 Kommandeur der 21. Schützendivision und ab November 1937 Kommandeur der 43. Schützendivision (des 1. Schützenkorps der 1. Fernostarmee). Seine Truppen nahmen an zahlreichen Kämpfen gegen die Japaner an der sowjetisch-mandschurischen Grenze teil, darunter in der Nähe des Chassansee. Xenofontow wurde in dieser Zeit nacheinander zum Kombrig (17. Februar 1938), zum Divisionskommandeur (29. Februar 1939) und zum Generalmajor (4. Juni 1940) befördert.

### Im Vaterländischen Krieg
Im Frühjahr 1941 absolvierte Xenofontow weitere Fortbildungskurse für Führungskräfte an der Akademie des Generalstabs der Roten Armee und befehligte ab dem 3. Juni 1941 das 22. Schützenkorps der 27. Armee im Verband des Baltischer Sondermilitärbezirk (Nordwestfront). Am Morgen des 22. Juni 1941 gingen die Armeen der deutschen Heeresgruppe Nord in der Schlacht um das Baltikum in die Offensive. Das 22. Schützenkorps verlor vorübergehend den Kontakt zur 11. Armee (General W. I. Morosow) und musste sich über Kaunas und  Wilna nach Pskow zurückziehen. Mitte Juli drang die deutsche 4. Panzerarmee in den Raum Schimsk und Luga vor. Bei der Gegenoffensive der 11. Armee vom 14. bis 18. Juli in den Distrikten Utorgosch und Dno nach Solzy konnten die deutschen Truppen fast 40 Kilometer nach Westen zurückgedrängt werden.
Im August 1941 wurde Xenofontow zum stellvertretenden Befehlshaber der 11. Armee ernannt. Als die deutschen Truppen am 15. August Nowgorod einnahmen, startete Ksenofontow einen weiteren Gegenangriff aus dem Gebiet südlich von Staraja Russa, die 60 Kilometer vorrückenden sowjetischen Truppen stellten eine Bedrohung für die gegnerische Gruppe in Nowgorod dar. Infolge dieser Aktionen übertrug das Kommando der Heeresgruppe Nord zusätzliche Kräfte aus der Richtung Leningrad. Am 13. September 1941 wurde Xenofontow schwer verletzt und ins Krankenhaus gebracht.
Nach seiner Entlassung aus dem Krankenhaus im Dezember 1941 wurde Generalmajor Xenofontow im Dezember 1941 zum stellvertretenden Kommandeur der 3. Stoßarmee ernannt, die an der Nordwestfront kämpfte. Im Anschluss begann die 3. Stoßarmee am 9. Januar 1942 aus dem Raum nördlich des Seligersees die Toropez-Cholmer Operation, die im Westen in fortgeschrittenen fast 200 Kilometer führte bis in die Außenbezirke der Stadt. Am 3. Mai 1942 wurde Xenofontow zum Kommandeur der 53. Armee ernannt, die an der Nordwestfront kämpfte. Bis November 1942 hielt die 53. Armee die Verteidigung östlich von Nowgorod und versah damit die Truppen anderer Armeen der Front mit einer stabilen rechten Flanke für die Durchführung von Kampfhandlungen zur Beseitigung des sogenannten Demjansker Kessels.
Xenofontow wurde im November 1942 an die Westfront versetzt. Am 14. November wurde er zum stellvertretenden Befehlshaber der 16. Armee und am 18. November der 20. Armee ernannt. Gemäß der Planung der Operation Mars, deren Ziel die Beseitigung des Rschew-Wjasmaer Frontbogens war, wurde die 20. Armee beauftragt, die Stadt Sytschewka anzugreifen. Am 25. November begann die Offensive gegen die Ost-, Nord- und Westseite des Frontvorsprungs von Rshew. Die 20. Armee trieb den Gegner in eine Tiefe von 10 km zurück. Nur Teile des 2. Garde-Kavalleriekorps und des 6. Panzerkorps durchbrachen am 27. November die deutschen Verteidigungsanlagen und überquerten die Eisenbahnstrecke Rschew-Sytschewka, wurden umzingelt und konnten am Monatsende aus der Einkreisung ausbrechen. Im Dezember 1942 wurde Ksenofontow zum Kommandeur des 8. Garde-Schützen-Corps ernannt, welches am 8. März an der Befreiung von Sytschewka teilnahm. Im Mai 1943 wurde Ksenofontow zum stellvertretenden Kommandeur der 16. Armee an der Westfront ernannt. Im Juli 1943 wurde diese Armee in 11. Gardearmee umbenannt und als solche startete die Armee am 12. Juli eine Offensive gegen den Orjoler Frontbogen. Auf Befehl des Befehlshabers der Armee, Generaloberst Iwan Bagramjan, übernahm Generalmajor Xenofontow das Kommando über das 36. Garde-Schützenkorps und rückte in Richtung Bolchow zum Fluss Wytebet vor. Im Juli 1943 erreichte das 36. Gardekorps am 29. Juli die Straße Bolchow – Chotynetz, während die Truppen der 61. Armee die Stadt Bolchow besetzten. Anschließend nahm das Korps an den Kämpfen um die Befreiung von Brjansk teil, die Verbände gingen südlich von Brjansk über die Desna. Xenofontow wurde wieder auf den Posten des stellvertretenden Kommandeurs der 11. Gardearmee eingesetzt. Anfang Oktober wurde die Brjansker Front in die Baltische Front umgewandelt, wohin die 11. Gardearmee verlegt wurde. Ende Oktober bei der 2. Baltischen Front eingesetzt, kämpfte die 11. Gardearmee in der Nevel-Gorodoker Operation. Der Oberbefehlshaber Bagramjan versetzte die 11. Gardearmee nach Witebsk, wo die Truppen den ganzen Winter auf 1944 vergeblich versuchte, die Stadt einzunehmen.

### Kriegsjahr 1944 und 1945
Während der Vorbereitung für die Operation Bagration im Frühjahr 1944 war Xenofontow Assistent beim Befehlshaber der 1. Baltischen Front. Im März 1944 wurde er zum Kommandeur des 2. Garde-Schützenkorps (9. und 46. Garde- sowie die 166. Schützen-Division) ernannt, das im Verband der 6. Gardearmee am 26. Juni 1944 den Fluss Düna überquerte und im Raum Dorf Bocheikowo – Chashniki, westlich der Stadt Witebsk die Straße nach Lepel abschnitt. Während der weiteren Offensive befreite das 2. Garde-Schützenkorps die Dörfer Uschatschi, Plissa und Glubokoje und überschritt am 7. Juli bei Ignalina die Grenze der Litauischen SSR. Von Juli bis August 1944 befreiten seine Truppen die Städte Utena, Kupiskis und Birsai und erreichte die Memel bei Skaitskalne. Am 20. August 1944 wurde er zum Kommandeur des 54. Schützenkorps (126., 263. und 346. Schützendivision) der 2. Gardearmee ernannt, das sich während des deutschen Unternehmen Doppelkopf bei Kursenai in Richtung Schaulen zurückziehen musste. Im Raum Schaulen organisierte Xenofontow eine starke Verteidigung, während er den größten Teil der Artillerie des Korps nach vorne konzentrierte. In der Schlacht bei Šiauliai wurden die deutschen Panzer durch sowjetische Artillerie und Infanterie dezimiert und in die Defensive gedrängt. Nach defensiven Kämpfen bei Schaulen ging das 54. Schützenkorps wieder in die Offensive in Richtung auf Kelme und Pagegjai. Infolge des Vormarsches im Oktober 1944 erreichte das Korps die Grenze zu Ostpreußen, wo die Offensive aufgrund sehr guter deutscher Verteidigungsorganisation am Fluss Njemen und vor Tilsit festlief. Im November 1944, während der Vorbereitungen für die Offensive in Ostpreußen, wurde das 54. Schützenkorps der 43. Armee unter Generalleutnant A. P. Beloborodow zugeteilt. Mit Beginn der Schlacht um Ostpreußen überquerte das 54. Schützenkorps den Njemen, eroberte Tilsit und Ragnit, anschließend am 29. Januar 1945 die Stadt Labiau und erreichte die Küste der Ostsee am Kurischen Haff. Vom 6. bis 13. April 1945 zeichnete sich das 54. Schützenkorps beim Angriff auf Königsberg und auf der Halbinsel Samland aus. Per Dekret des Präsidiums des Obersten Sowjets vom 19. April 1945 erhielt er den Titel "Held der Sowjetunion" und den Lenin-Orden.
Im August 1945 wurde er Stellvertretender Befehlshaber der 1. Rotbannerarmee an der Fernostfront. Während der sowjetischen Invasion der Mandschurei durchbrachen seine Armeetruppen den befestigte Raum von Mishan und nahmen an den Kämpfen um Mudanjiang teil. Mit 20. August übernahm er die Führung des 87. Schützenkorps, dem am 19. August die Aufgabe der Besetzung des nördlichen Teils von Hokkaido und des südlichen Teils der Kurilen bis zur Insel Simushir zugedacht wurde. Am 22. August wurde der Süden von Sachalin als Brückenkopf für diese Operation bestimmt, zur Ausführung wurde das 87. Schützenkorps auserkoren. Auch die unabhängige 113. Schützen-Brigade, die am 20. August in Maoka landete, wurde dem Korps zugewiesen. Nach der Besetzung von Süd-Sachalin begann die Landung auf den südlichen Kurilen. Ab 30. August wurden Teile des Korps dem Kommandeur der 16. Armee der 2. Fernostfront übertragen. Auf den Inseln Iturup, Kunashir, Shikotan und den Atoll-Inseln der Kleinen Kurilen landeten noch Einheiten des 87. Schützenkorps, die aber nicht mehr auf Widerstand seitens der japanischen Streitkräfte stießen.

### Nachkriegszeit
Bis September 1947 befehligte Xenofontow weiterhin das 87. Schützenkorps und diente dann in Kommandopositionen in den Truppen der Militärbezirke Ural und Moskau. Seit 1953 im Ruhestand, lebte er in Moskau am Gorki-Damm und war in der Öffentlichkeits- und Bildungsarbeit tätig. Er starb im August 1966 und wurde in Moskau auf dem Nowodewitschi-Friedhof beigesetzt.
| Personendaten    | Personendaten                               |
| ---------------- | ------------------------------------------- |
| NAME             | Xenofontow, Alexander Sergejewitsch         |
| ALTERNATIVNAMEN  | Ксенофонтов, Александр Сергеевич (russisch) |
| KURZBESCHREIBUNG | sowjetischer Generalleutnant                |
| GEBURTSDATUM     | 29. August 1894                             |
| GEBURTSORT       | St. Petersburg, Russisches Kaiserreich      |
| STERBEDATUM      | 23. August 1966                             |
| STERBEORT        | Moskau, Sowjetunion                         |